# Dorfkirche Haselberg

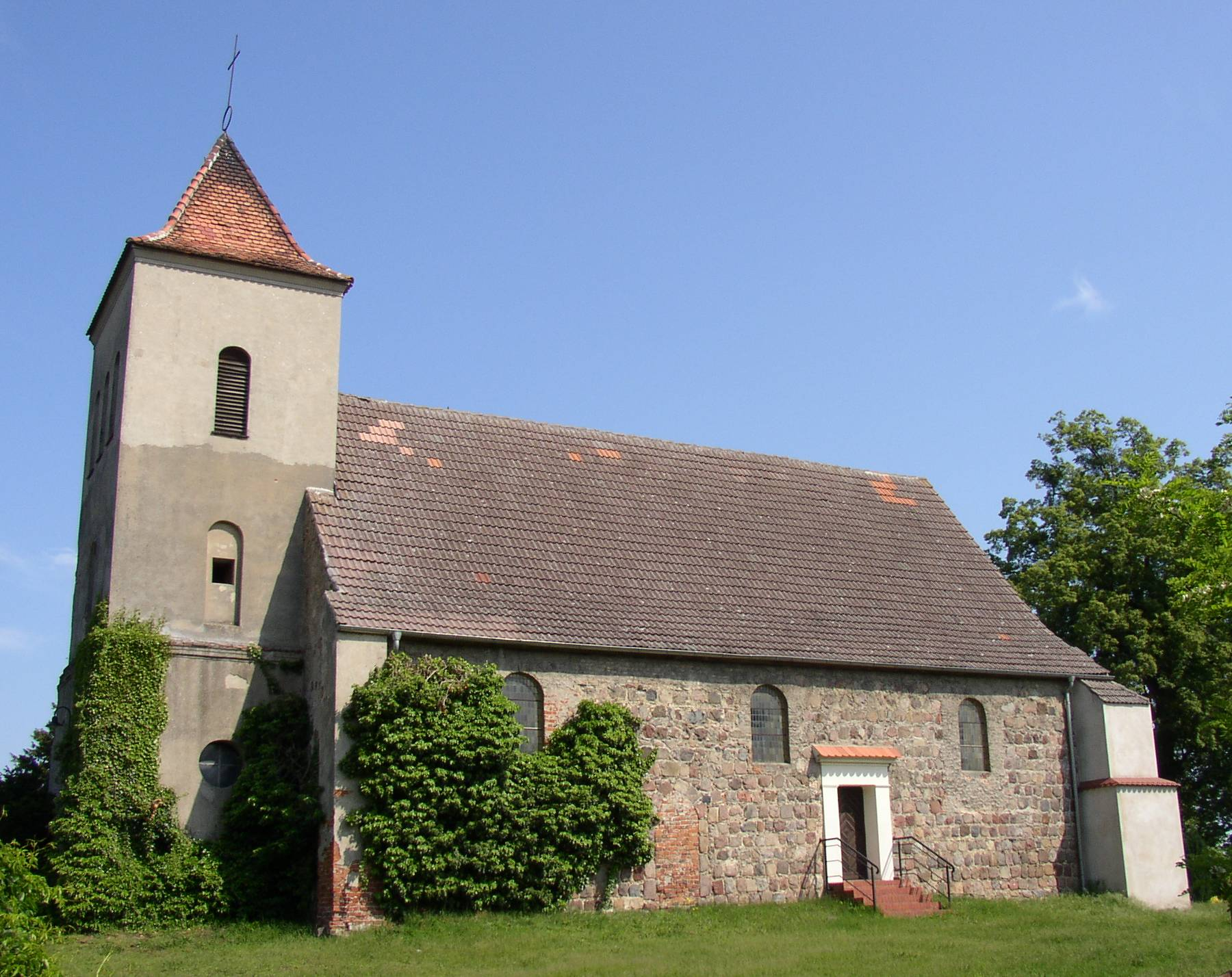
Dorfkirche Haselberg

Die evangelische, denkmalgeschützte Dorfkirche Haselberg steht in Haselberg, einem Ortsteil der Stadt Wriezen im Landkreis Märkisch-Oderland von Brandenburg. Sie gehört zur Gesamtkirchengemeinde Haselberg im Kirchenkreis Oderland-Spree der Evangelischen Kirche Berlin-Brandenburg-schlesische Oberlausitz.

## Geschichte
Die Saalkirche stammt im Kern aus dem 13. Jahrhundert. Sie wurde 1633 durch einen Brand zerstört. Gegen Ende des 17. Jahrhunderts wurde sie wieder aufgebaut und im 19. Jahrhundert umgebaut. Nach der Zerstörung gegen Ende des Zweiten Weltkrieges wurde sie bis 1959 verändert wieder aufgebaut. Der Innenraum wurde im Jahr 1989 saniert.

## Beschreibung
Die Wände des mit einem Satteldach bedeckten Langhauses sind aus Feldsteinen errichtet. Die Strebepfeiler an den Ecken sind aus verputzten Backsteinen, ebenso die Wände des 1824/25 im Westen angefügten quadratischen Kirchturms.
Der Innenraum ist mit einer Flachdecke überspannt. Die Orgel mit sechs Registern auf einem Manual und Pedal wurde 1965 als Opus 844 von den Gebrüdern Jehmlich gebaut.